# Kupczegień
Kupczegień (ros. Купчегень) – wieś w Rosji, w Republice Ałtaju, w rejonie ongudajskim. W 2021 liczyła 521 mieszkańców.